# 吳檄
吳檄（1491年—1545年），字用宣，號皖山，直隸安慶府桐城縣人，民籍，明朝政治人物。

## 生平
正德十四年（1519年）己卯科應天鄉試第八十九名舉人，十六年（1521年）中式辛巳科會試第二百五十名，三甲第三十五名進士。授襄陽府推官，升戶部主事，改兵部武選司郎中，出為湖廣布政使司參議，升雲南按察司副使、陝西布政使司右參政。

## 著作
著有《兵部集》。

## 家族
曾祖吳子禮；祖父吳志善；父吳佐，贈兵部郎中。母東氏。